# Chi Hà mã
Hippopotamus là chi động vật có vú bao gồm 1 loài còn sinh tồn Hippopotamus amphibius, và nhiều loài đã tuyệt chủng.

## Loài
Các loài trong chi Hippopotamus gồm:
- †Hippopotamus aethiopicus
- Hippopotamus amphibius, Hà mã
- †Hippopotamus antiquus
- †Hippopotamus behemoth
- †Hippopotamus creutzburgi,
- †Hippopotamus gorgops
- †Hippopotamus kaisensis
- †Hippopotamus laloumena
- †Hippopotamus lemerlei
- †Hippopotamus madagascariensis
- †Hippopotamus major
- †Hippopotamus melitensis
- †Hippopotamus minor
- †Hippopotamus pentlandi
- †Hippopotamus sirensis